# Welcome Back My Friends to the Show That Never Ends
Welcome Back My Friends to the Show That Never Ends es el sexto álbum de la banda Emerson, Lake & Palmer, lanzado en 1974; es su segundo álbum en vivo. 

## El álbum
Originalmente consistió en 3 discos LP, aunque en su reedición fue publicado en dos CD.
El álbum contiene una presentación durante la gira de Brain Salad Surgery; el título está basado en la letra de "Karn Evil 9".
Virtualmente todo Brain Salad Surgery está contenido aquí, excepto por "Benny the Bouncer". El disco empieza con una interpretación del clásico "Hoedown", aquí tocada mucho más rápido que de costumbre, le sigue "Jerusalem", pieza que no cuenta con muy buena calidad de sonido. Luego viene una poderosa interpretación de "Toccata", y con eso cierra la primera sección del disco.
La siguiente sección empieza con la interpretación de la pieza central de "Tarkus", aquí con su último segmento (Aquatarkus) 7 minutos más largo que la versión de estudio. Además, Greg Lake canta el coro de "Epitaph", canción que grabó con King Crimson en el disco debut. Para terminar el primer disco (versión en CD) vienen unidas en la misma canción tres temas: "Take a Pebble", y las baladas de Greg Lake "Still...You Turn Me On" y "Lucky Man".
El segundo disco empieza con un solo de 12 minutos de Keith Emerson, seguido de la conclusión de "Take a Pebble". Luego de eso, le sigue un medley de las dos canciones de la "serie del lejano oeste" incluidas aquí: "Jeremy Bender" y "The Sheriff".
Cerrando tanto el segundo disco como el álbum, aparece la épica rendición de "Karn Evil 9", aquí 6 minutos más larga que la versión de estudio.
El álbum fue incluido en la lista de los 50 mejores álbumes en vivo del portal de internet Rate Your Music, quedando en el puesto 22.

## Piezas
Todas las letras escritas por Greg Lake, toda la música compuesta por Keith Emerson; todo excepto donde esta anotado.

### LP original
Disco 1:

| Lado A |                                                                           |               |                                                  |          |  |
| N.º    | Título                                                                    | Letras        | Música                                           | Duración |  |
| 1.     | «Hoedown»                                                                 |               | Aaron Copland                                    | 4:27     |  |
| 2.     | «Jerusalem»                                                               | William Blake | Hubert Parry                                     | 3:18     |  |
| 3.     | «Toccata» (basada en el cuarto movimiento del Concierto para piano n.º 1) |               | Alberto Ginastera – arr.: Emerson, Lake & Palmer | 7:23     |  |

| Lado B | |               |                                                    |          |  |
| N.º    | Título | Música        | Incluyendo                                         | Duración |  |
| 1.     | «Tarkus» (parte I) - a). «Eruption» - b). «Stones of Years» - c). «Iconaclast» - d). «Mass» - e). «Manticore» - f). «Battlefield» | f). Greg Lake | f). «Epitaph» (Fripp-Lake-McDonald-Giles-Sinfield) | 16:42    |  |

Disco 2:

| Lado A |                                                                                           |           |          |  |
| N.º    | Título                                                                                    | Música    | Duración |  |
| 1.     | «Tarkus» (conclusión) - a). «Aquatarkus»                                                  |           | 10:42    |  |
| 2.     | «Medley» - a). «Take a Pebble» (parte I) - b). «Still...You Turn Me On» - c). «Lucky Man» | Greg Lake | 11:06    |  |

| Lado B |                                                    |           |                                                                         |          |  |
| N.º    | Título                                             | Música    | Incluyendo                                                              | Duración |  |
| 1.     | «Piano Improvisations»                             |           | a). «Fugue» (Friedrich Gulda) b). «Little Rock Get Away» (Joe Sullivan) | 11:54    |  |
| 2.     | «Take a Pebble» (conclusión)                       | Greg Lake |                                                                         | 3:14     |  |
| 3.     | «Medley» - a). «Jeremy Bender» - b). «The Sheriff» |           |                                                                         | 5:26     |  |

Disco 3:

| Lado A |                                   |                              |          |  |
| N.º    | Título                            | Incluyendo                   | Duración |  |
| 1.     | «Karn Evil 9» (primera impresión) | Solo de percusión (Con Brio) | 17:26    |  |

| Lado B |                                   |                  |          |  |
| N.º    | Título                            | Segundo letrista | Duración |  |
| 1.     | «Karn Evil 9» (segunda impresión) |                  | 7:36     |  |
| 2.     | «Karn Evil 9» (tercera impresión) | Peter Sinfield   | 10:17    |  |

### Edición en CD
Disco 1:
1. «Hoedown» – 4:27
2. «Jerusalem» – 3:18
3. «Toccata» – 7:23
4. «Tarkus» (medley) – 27:24
5. «Take a Pebble/Still...You Turn Me On/Lucky Man» (medley) – 11:06

Disco 2:
1. «Piano Improvisations» (incluyendo «Fugue» y «Little Rock Getaway») – 11:53
2. «Take a Pebble» (conclusión) – 3:14
3. «Jeremy Bender/The Sheriff» (medley) – 5:24
4. «Karn Evil 9» – 35:18

## Músicos
- Keith Emerson – órgano Hammond C3 y L100, piano Steinway D-274 y Lawrence Audio 73, clavinet, Moog Modular III-C, Minimoog, Moog Constellation
- Greg Lake – voz, guitarra acústica 6 y 12 cuerdas, guitarra eléctrica, bajo
- Carl Palmer – batería, timbales, gongs, campanas tubulares, temple blocks, sintetizador de percusión